# Papyrus Jumilhac
Pour les articles homonymes, voir Jumilhac.
Le papyrus Jumilhac est une monographie religieuse consacrée aux mythes et aux rites des XVIIe et XVIIIe nomes de Haute-Égypte et daté de la fin de l'époque ptolémaïque ou du début de la période romaine de l'Égypte.

## Description
Le texte en écriture hiéroglyphique est accompagné de nombreuses illustrations. Il est rédigé sur un papyrus qui mesurait neuf mètres de long avant d'être découpé en vingt-trois feuillets pour les besoins d'une meilleure conservation. Le papyrus, malgré quelques lacunes, est bien conservé dans son ensemble. Il a été acheté en 1870 par le consul Raymond Sabatier, alors en poste en Égypte. En 1945, il a été vendu par son petit-fils, Odet de Jumilhac au Musée du Louvre (réf. E. 17110) qui le conserve depuis dans ses réserves à l'abri de la lumière et des moisissures. En 1961, le texte a été traduit en français par Jacques Vandier.

## Contenu
Ce document explique longuement les différentes légendes ayant cours dans le XVIIIe nome (nome du Faucon aux ailes déployées) de Haute-Égypte et dans une moindre mesure de celles du XVIIe (nome du Chacal) situé en face, de l'autre côté du Nil. Cette compilation a été rédigée durant la période ptolémaïque, à une époque où les prêtres, dans un mouvement de recherche du passé, ont décidé d'en préserver les traditions. À cette fin, ils ont copié des documents datant de l’Ancien Empire qui avaient été en partie mangés par les vers ou les souris, ce qui est révélé par les textes eux-mêmes.